# Vadans (Jura)
Vadans is een gemeente in het Franse departement Jura (regio Bourgogne-Franche-Comté) en telt 273 inwoners (2004). De plaats maakt deel uit van het arrondissement Lons-le-Saunier.
In het dorp wordt bij de jaarlijkse druivenoogst, het feest van Biou gevierd ter gelegenheid van de feestdag van de heilige Mauritius. De dorpskerk is toegewijd aan de heilige Mauritius aangezien in de Middeleeuwen het dorp ooit behoorde tot de abdij van Sint-Mauritius.

## Geografie
De oppervlakte van Vadans bedraagt 11,1 km², de bevolkingsdichtheid is 24,6 inwoners per km².

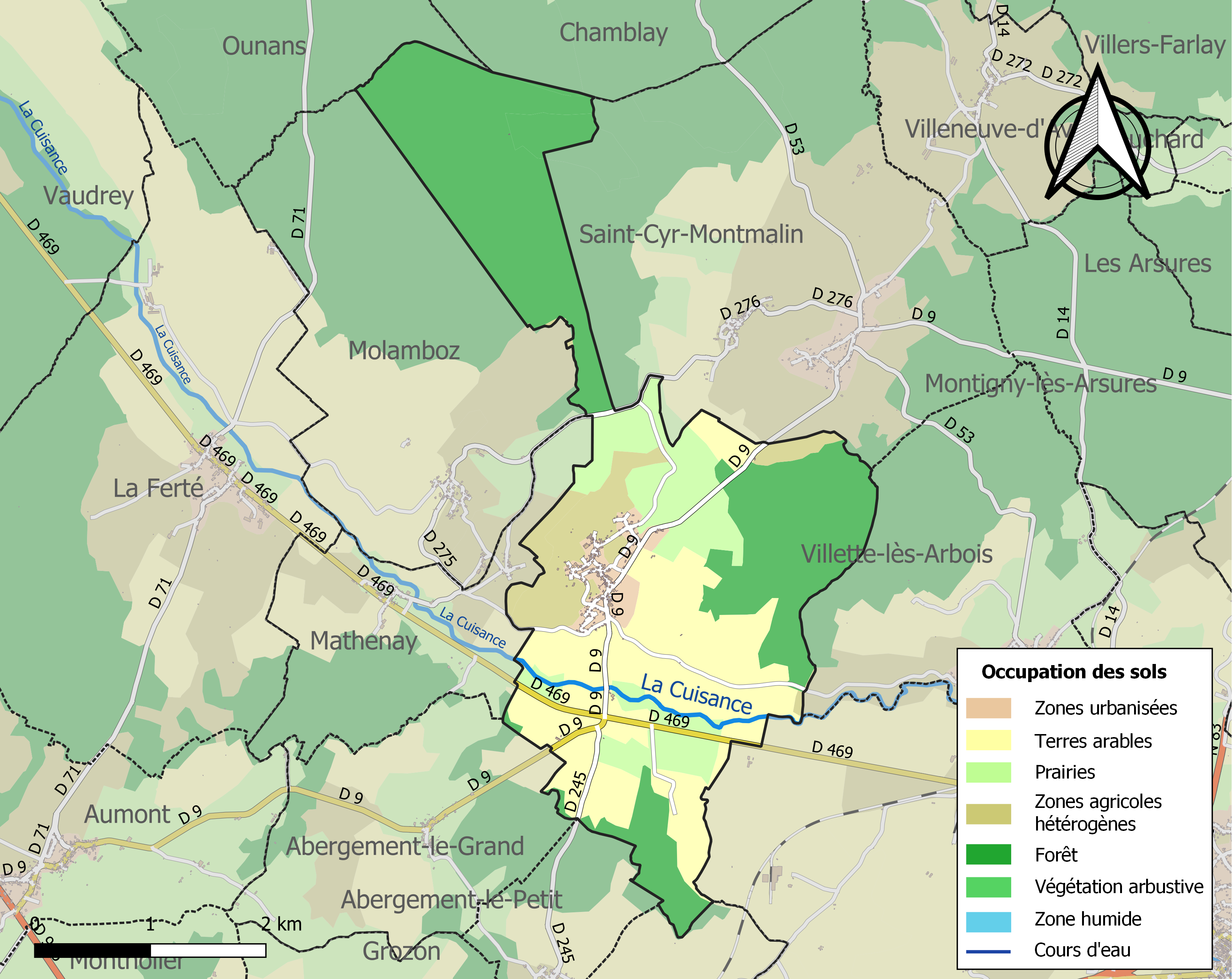
Kaart van de gemeente met de belangrijkste infrastructuur, bodemgebruik en omliggende gemeenten

## Demografie
Onderstaande figuur toont het verloop van het inwonertal (bron: INSEE-tellingen).

## Geboren in Vadans
- Mathieu Péalardy (18e-19e eeuw), Frans generaal in Guadeloupe